# Kleines Zelt und große Liebe
Kleines Zelt und große Liebe ist ein deutscher Spielfilm aus dem Jahr 1956 von Rainer Geis. Das Drehbuch verfasste Joachim Wedekind. Es basiert auf einer Idee von Arnold Fanck. Die Hauptrollen sind mit Claus Biederstaedt und Susanne Cramer besetzt. Seine Uraufführung erlebte das Werk am 5. Oktober 1956.

## Handlung
Gerade in dem Augenblick, als Peter Brahm in aller Herrgottsfrühe sein Paddelboot vom Ufer des Inn abstoßen will, taucht ein hübsches junges Mädchen in zerrissenem Kostüm und zerzauster Frisur auf und fleht ihn an, sie mitzunehmen. Unterwegs macht sie dem jungen Mann klar, dass sie als Dame von Welt behandelt werden will; nur wegen ein paar ungünstiger Umstände müsse sie seine Hilfe in Anspruch nehmen. Ihr Vater, der bekannte Industrielle Faber, habe sie in ein Internat gesteckt, und von dort sei sie heute Morgen ausgebüxt, weil sie Sehnsucht nach ihrem Verehrer Ferry habe.
Während Peter am Abend sein Zelt aufbaut, vertreibt seine Begleiterin die Zeit mit Maniküre. Für sie ist es auch eine Selbstverständlichkeit, dass sie die Nacht im Zelt verbringen darf und Peter – ungeachtet der Nachtkühle – in seinem Boot schläft. Jetzt wünscht er sich, Karin Faber lieber nicht mitgenommen zu haben. Am nächsten Morgen geht die Fahrt weiter den Inn hinab. Als Peter eine abfällige Meinung über seine Begleiterin herausrutscht, versucht sie, ihm eine Ohrfeige zu verpassen, verliert aber im Wildwasserstrudel das Gleichgewicht und muss ein unfreiwilliges Bad nehmen. Im letzten Augenblick gelingt es Peter, das Mädchen zu retten.
Ferry hat von Karin die Nachricht erhalten, sie komme auf einem Boot den Inn herunter. So bezieht er, begleitet von dem hübschen, aber einfältigen Mannequins Edith, einen Beobachtungsposten am Flussufer, wo die Vermisste vorbeikommen dürfte. Auch Vater Faber hat die Suche nach seiner Tochter aufgenommen. Zu seiner Unterstützung hat er extra einen Detektiv engagiert. 
Von Tag zu Tag wächst bei Peter und Karin die Einsicht, dass sie eigentlich doch ganz gut zueinander passen. So kommt es, dass – je näher das Ziel in Sichtweite ist – jeder der beiden versucht, möglichst langsam voranzukommen. Inzwischen haben sich die einstigen Streithähne auch darauf geeinigt, gemeinsam im Zelt zu übernachten.
Reiseziel ist ein großer Campingplatz, auf dem Peter schon von seinen Paddlerkameraden und Karin von Ferry erwartet werden. Als Letzterer aber feststellen muss, dass Karin eine große Wandlung durchgemacht hat, will er nichts mehr von ihr wissen und sucht mit der schönen Edith das Weite. Papa Faber schließlich lernt den neuen Freund seiner Tochter schätzen, weil es diesem gelungen ist, die Widerspenstige zu zähmen.

## Produktionsnotizen
Die Außenaufnahmen entstanden im österreichischen Inntal, die Innenaufnahmen in den Studios der Bavaria Film in Geiselgasteig. Die Bauten wurden von dem Filmarchitekten Hans Berthel geschaffen. Charlotte Flemming steuerte die Kostüme bei. Die Faltboot- und Campingausrüstung wurde von Klepper zur Verfügung gestellt.

## Kritik
Das Lexikon des internationalen Films zog folgendes Fazit: „Ein verwöhntes und kapriziöses Mädchen aus reichem Haus wird auf einer Paddeltour den Inn hinab von seinen Zeltkameraden zu Vernunft und Naturverbundenheit erzogen. Stimmungsvolle Landschaftsaufnahmen in einem forciert fröhlichen Film um die Liebesbeziehungen junger Leute, der sich alle Mühe gibt, realistische Konflikte zu umgehen.“

## Quelle
- Programm zum Film: Illustrierte Film-Bühne, Vereinigte Verlagsgesellschaften Franke & Co. KG, München 2, Nummer 3458